# Stemonaceae
Las stemonáceas (nombre científico Stemonaceae) son una familia de plantas monocotiledóneas, nativa del sudeste de Asia y norte de Australia, con una especie en el sudeste de Norteamérica. Como aquí definida, la familia puede ser reconocida por sus hojas elegantes con un pecíolo, a veces una vena media notable, y venas longitudinales de muy cercanas a distantes, también hay venas transversales conspicuas. Cuando se secan, las hojas muchas veces son muy delgadas. Las inflorescencias son axilares y las flores tienen 4 o 5 piezas en cada verticilo. La familia es reconocida por sistemas de clasificación modernos como el sistema de clasificación APG III (2009) y el APWeb (2001 en adelante), que luego de los análisis moleculares de ADN la incluyen sin lugar a dudas en el orden Pandanales. En esos sistemas de clasificación la familia consiste en cuatro géneros. Debido a su parecido superficial (en especial con respecto a las hojas de venación reticulada) previamente la familia solía ser asociada a Dioscoreaceae, asociación que hoy en día fue abandonada.

## Taxonomía
La familia fue reconocida por el APG III (2009), el Linear APG III (2009) le asignó el número de familia 49. La familia ya había sido reconocida por el APG II (2003).
Los géneros, según el APWeb (visitado en enero del 2009):
- Croomia Torr.
- Stemona Lour.
- Stichoneuron Hook.f.
- Pentastemona Steenis

Sinónimos, según el APWeb: Croomiaceae Nakai, Pentastemonaceae Duyfjes, Roxburghiaceae Wallich.